# Georg Reypchius
Georg Reypchius (n. 1528, Brașov, Transilvania – d. 12 iunie 1598, Sindelfingen, Germania), preot din Germania, originar din Transilvania, autorul primei piese de teatru scrise de un german originar de pe teritoriul de azi al României.
Piesa se numea Ein schön new Spil von den sieben Weysen, cu titlul complet: „Ein schön neuw Spil von den siben Weysen aus Griechenland sampt einem Epicureer, darauß man beyde, Bürgerliche zucht vnd rechte Gottesforcht, erlernen mag: Auch wie ein armer Sünder sich zu Gott soll bekeren“ (O nouă piesă despre cei șapte înțelepți din Grecia și a unui epicureian, din care se pot învăța disciplina cetățenească și dreapta frică de Dumnezeu: și cum un biet păcătos trebuie să se întoarcă la Dumnezeu) și a fost reprezentată pentru prima dată în 20 februarie 1558 în orașul german Sindelfingen (unde era preot Georg Reypchen cu numele latinizat Georgius Reypchius), și publicată în 1559 în orașul Pforzheim (de Georg Raben.). În introducere, Reypchius recunoaște că a compilat („zuosamen gebracht”) textul luând din multe cărți câte o zicală. Dedicând cartea notabilităților orașului (primarului, judecătorului etc.) el marchează o lărgire a publicului-țintă: prin piesa sa nu mai vizează doar educația școlară a tineretului, cartea sa adresându-se și cititorilor maturi din oraș.
Manuscrisul piesei este păstrat în vestita bibliotecă Herzog-August-Bibliothek din Wolfenbüttel.